# Crazy Ex-Girlfriend
Crazy Ex-Girlfriend ist eine US-amerikanische Dramedy-Fernsehserie mit Musical-Elementen, die vom 12. Oktober 2015 bis zum 5. April 2019 beim Sender The CW zu sehen war. Hauptdarstellerin Rachel Bloom erhielt für die Darstellung der Rebecca Bunch eine Auszeichnung in der Kategorie Best Actress – Television Series Musical or Comedy bei den Golden Globe Awards 2016.
In Deutschland wurde die erste Staffel vom 1. Oktober bis zum 26. November 2016 auf dem Pay-TV-Sender ProSieben Fun ausgestrahlt. Seit dem 30. Dezember 2016 waren alle Folgen dieser Staffel per Streaming auf Netflix verfügbar. Dies ist seit spätestens Juli 2024 nicht mehr der Fall.
Am 2. April 2018 wurde die Serie um eine vierte und letzte Staffel verlängert. Die Erstausstrahlung der letzten Staffel fand am 8. Juni 2019 auf dem Pay-TV-Sender ProSieben Fun statt.

## Inhalt
Rebecca Bunch ist eine Single-Frau, die sich immer noch nach ihrem „langjährigen Seelenverwandten“ Josh sehnt, der sie nach einer kurzen Beziehung im Sommercamp 2005 sitzen gelassen hat.
10 Jahre später ist Rebecca erfolgreiche Anwältin in New York City, befindet sich aber in einer Sinnkrise. Zufällig trifft sie Josh, der ihr mitteilt, dass er nach West Covina, Kalifornien, ziehen wird. Inspiriert durch einen Werbespot für Butter bricht sie ihre Zelte in New York ab und zieht Josh hinterher.
Jede Folge enthält zwei bis drei Songs. Diese sind meist Ausgeburten von Rebeccas Fantasie und werden in der Regel von Rebecca oder einer Figur, die eine direkte Interaktion mit ihr hat, gesungen.

## Besetzung und Synchronisation
Die Serie wurde bei der Lavendelfilm in Potsdam vertont. Sarah Riedel schrieb die Dialogbücher, sie wurde für zwei Folgen von Cindy Beier vertreten. Sabine Falkenberg und Marina Müller führten die Dialogregie.

### Hauptbesetzung
| Rolle                  | Schauspieler          | Hauptrolle | Nebenrolle | Synchronsprecher  |
| ---------------------- | --------------------- | ---------- | ---------- | ----------------- |
| Rebecca Bunch          | Rachel Bloom          | 1.01–4.18  |            | Nadine Zaddam     |
| Joshua Chan            | Vincent Rodriguez III | 1.01–4.18  |            | Arne Stephan      |
| Greg Serrano           | Santino Fontana       | 1.01–2.04  |            | Steven Merting    |
| Paula Proctor          | Donna Lynne Champlin  | 1.01–4.18  |            | Sabine Falkenberg |
| Darryl Whitefeather    | Pete Gardner          | 1.01–4.18  |            | Bernd Vollbrecht  |
| Heather Davis          | Vella Lovell          | 1.01–4.18  |            | Maja Maneiro      |
| Valencia Perez         | Gabrielle Ruiz        | 2.01–4.18  | 1.01–1.18  | Susanne Geier     |
| Josh Wilson            | David Hull            | 3.01–4.18  | 1.01–2.13  | Nick Forsberg     |
| Nathaniel Plimpton III | Scott Michael Foster  | 3.01–4.18  | 2.01–2.13  | Fabian Oscar Wien |
| Greg Serrano           | Skylar Astin          | 4.08–4.17  |            | Patrick Keller    |

### Nebenbesetzung
| Rolle              | Schauspieler              | Nebenrolle                              | Synchronsprecher          |
| ------------------ | ------------------------- | --------------------------------------- | ------------------------- |
| Hector             | Erick Lopez               | 1.01–4.18                               | Michael Wiesner           |
| Scott Proctor      | Steve Monroe              | 1.01–4.18                               | Tim Moeseritz             |
| Jim                | Burt Moseley              | 1.01–4.18                               | Sebastian Christoph Jacob |
| Pater Joseph       | Rene Gube                 | 1.01, 1.05, 1.11, 1.17, 2.02            | Florian Hoffmann          |
| Lourdes Chan       | Amy Hill                  | 1.06, 1.16, 1.18, 2.01                  | Almut Zydra               |
| Dr. Noelle Akopian | Michael Hyatt             | 1.07, 1.14, 1.15, 2.03, 2.10, 2.13      | Peggy Sander              |
| Dr. Daniel Shin    | Jay Hayden                | 3.06–3.09                               | Armin Schlagwein          |
| Maya               | Esther Povitsky           | 1.14, 2.03, 2.16                        | Lydia Morgenstern         |
| Brendan Proctor    | Zayne Emory Elijah Nelson | 1.02, 1.03, 1.06                        | Fabian Kluckert           |
| Audra Levine       | Rachel Grate              | 1.13, 1.15                              | Mareile Moeller           |
| Alex               | Eugene Cordero            | 1.04                                    | Andi Krösing              |
| Jayma Chan         | Tess Paras                | 1.06, 1.16, 1.18                        | Anne Düe                  |
| Jastenity Chan     | Coryn Mabalot             | 1.16                                    | Zalina Sanchez            |
| Bert               | Michael Hitchcock         | 1.12, 1.13                              | Matthias Klages           |
| Stacy Whitefeather | Allison Dunbar            | 1.05                                    | Arianne Borbach           |
| Ben David          | John Yuan Matthew Yuan    | 1.06, 1.11                              | Andi Krösing              |
| Trent Maddock      | Paul Welsh                | 1.12, 1.13, 2.6, 2.12, 2.13, 3.12, 3.13 | David C. Bunners          |
| Josh Groban        | Josh Groban               | 3.04 (Song: "The End of The Movie")     |                           |

## Produktion und Ausstrahlung
Die Serie war eigentlich als halbstündige Comedy-Serie angelegt und wurde für den Sender Showtime entwickelt, dort im Frühjahr 2015 aber nicht angenommen. Für den Sender The CW, der sonst keine Comedies in der regulären Ausstrahlungsperiode im Programm hat, war dieses Format ungeeignet, weshalb die Serie nach der Übernahme vom Schwestersender zu einer dreiviertelstündigen Dramedy umgearbeitet wurde.
Dank einer Aufstockung bestand die erste Staffel aus 18 Episoden. Am 11. März 2016 wurde die Serie um eine zweite Staffel verlängert.
Die Ausstrahlung der zweiten Staffel begann am 21. Oktober 2016 und endete am 3. Februar 2017. Im Januar 2017 wurde die Produktion einer dritten Staffel angekündigt. Die dritte Staffel wurde vom 13. Oktober 2017 bis zum 16. Februar 2018 ausgestrahlt. Die vierte Staffel lief vom 12. Oktober 2018 bis zum 5. April 2019.

## Themen
Die Serie befasst sich wiederkehrend mit einigen kontroversen oder unpopulären Themen. Die Kernthemen sind psychische Erkrankungen und ihre Behandlungen. Weitere Themen sind die weibliche Sexualität, sexuelle Orientierung und Familienplanung sowie Stalking und Schönheitsideale.

## Rezeption
Die Serie wurde in den US-amerikanischen Medien von Kritikern überwiegend positiv bewertet, unter anderem wegen des Drehbuchs, der musikalischen Nummern und der Leistung der Hauptdarstellerin. So erhielt die erste Staffel der Serie beispielsweise auf Rotten Tomatoes 97 Prozent positive Bewertungen.
In deutschsprachigen Medien wurde die Serie unter anderem als „feministische Serie, die sich mit Leichtigkeit dem Thema Mental Health widmet“, „subversive, selbstironische und selbstreflexive Serie“ und als „Mischung aus schrägem Humor und intelligentem Inhalt“ bezeichnet.